# Philippe Buonarroti
Pour les articles homonymes, voir Buonarroti.
 (novembre 2012).
Filippo Giuseppe Maria Ludovico Buonarroti, plus couramment appelé Philippe Buonarroti, né le 11 novembre 1761 à Pise (Toscane) et mort le 17 septembre 1837 à Paris, est un révolutionnaire français d'origine italienne. 

## Biographie

### Ancien Régime
Né à Pise dans une famille de patriciens toscans, descendant du frère du grand artiste Michel-Ange (Michelangelo Buonarroti), il entame à dix-sept ans des études de droit, obtient son titre d'avocat (1782) mais suit surtout les enseignements des philosophes Sarti et Lampredi, qui l'initient aux écrits de Rousseau, Locke, Mably, Helvétius et Morelly. Partageant son temps entre les discussions philosophiques, la collaboration à des sociétés secrètes, l'assistance aux réunions maçonniques et la rédaction de pamphlets, il s'oppose vite au régime du grand-duc de Toscane Léopold. Rousseauiste, il publie, en 1787, une Gazetta Universale progressiste et favorable aux troubles révolutionnaires de Hollande, ce qui lui vaut d'être surveillé par la police.

### Révolution française

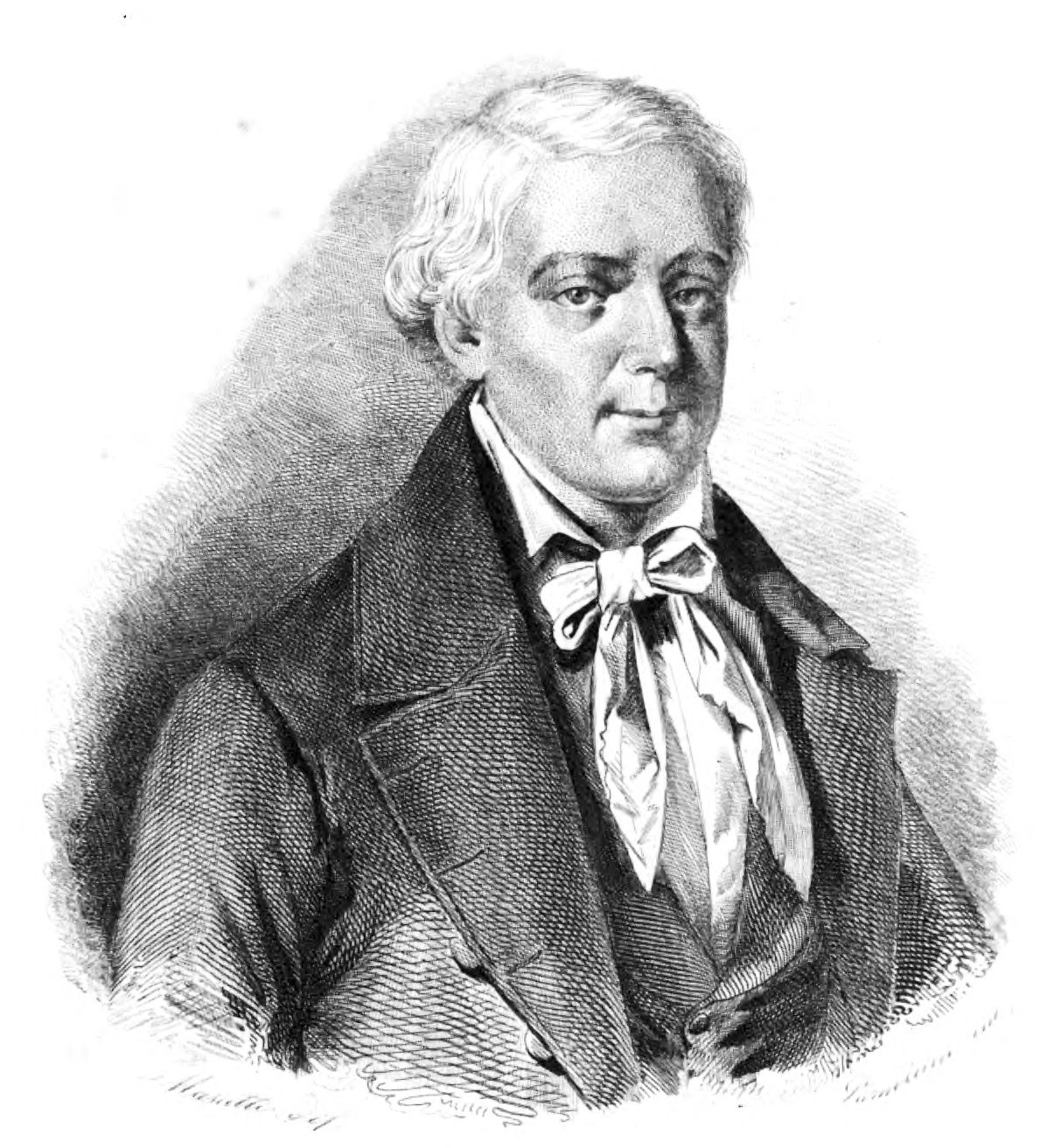
Philippe Buonarroti.

En 1789, il s'enthousiasme pour la Révolution française et se rend en France, avant de passer en Corse, en novembre, pour y propager les idées révolutionnaires. Considérant l'île comme un conservatoire des formes primitives de communautarisme et d'égalitarismes agraires, il s'intéresse au régime de la propriété, notamment des propriétés communales. Il rédige en italien un journal intitulé Giornale Patriottico di Corsica et devient bientôt l'un des administrateurs des biens nationalisés du clergé. En juin 1791, profitant de l'attachement de la population au clergé réfractaire, les paolistes se soulèvent et l'expulsent vers Livourne, où il est emprisonné. Grâce à l'intervention de l'Assemblée constituante auprès de Léopold II, il est libéré et rentre en Corse, où il demande la nationalité française. En mars, le grand-duc de Toscane saisit ses biens.
Nommé commissaire national auprès du tribunal du district de Corte le 23 octobre 1792, il se lie avec les Bonaparte et s'oppose à Pascal Paoli. Obligé de passer sur le continent après la victoire des paolistes en mai 1793, il se rend auprès de la Convention pour dénoncer l'esprit « fédéraliste » du département. Il présente également la demande de rattachement à la France des habitants de l'île de Saint-Pierre. Grâce à l'intervention de Robespierre, qui l'apprécie et dont il est devenu un proche, il obtient la citoyenneté française puis est envoyé en Corse comme commissaire du pouvoir exécutif. Cependant, les insurrections fédéralistes dans le sud-est l'empêchent de remplir sa mission (juin-octobre 1793). Il accomplit alors diverses missions dans le Midi. En avril 1794, il est nommé agent national général pour les territoires conquis sur le royaume du Piémont, à l’est de Menton. Durant onze mois, du 22 avril 1794 au 15 mars 1795, il tente de faire de l'ancienne principauté d'Oneille, petit port piémontais sur la Riviera ligure, un refuge pour les patriotes italiens et un modèle de république. Il est chargé de les former au propagandisme révolutionnaire.
Arrêté à Menton comme « robespierriste » en mars 1795, il est enfermé à la prison du Plessis, à Paris, où il fait la connaissance de François-Noël Babeuf. Tous deux élaborent une doctrine communiste. Libéré, Buonarroti est parmi les fondateurs du club du Panthéon, dont il est un temps président, et y introduit les écrits et analyses de Babeuf.
La fermeture du club par le Directoire détourne Buonarroti de suivre les troupes françaises en Italie ; il rejoint le « Directoire Secret de Salut Public » constitué par Babeuf le 30 mars 1796 et devient avec lui le principal théoricien de la conjuration des Égaux. Dénoncés, ils sont arrêtés le 10 mai 1796. Jugés devant la Haute-Cour de Vendôme, François-Noël Babeuf est condamné à mort le 25 mai 1797, Philippe Buonarotti à la déportation.

### Consulat et Empire

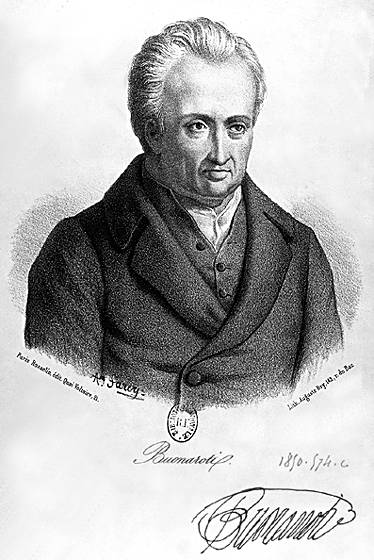
Philippe Buonarroti.

Sa peine est commuée en détention, et il passe de longues années en prison, à Cherbourg jusqu'en avril 1800, puis, grâce à l'indulgence de Lucien Bonaparte à l'île d'Oléron (où il exerce les fonctions de maître d'école) et, enfin, à Sospel, dans les Alpes-Maritimes (1803-1806). C'est là qu'il a des contacts avec Pierre-Joseph Briot, révolutionnaire et membre des Bons cousins charbonniers du rite du Grand Alexandre de la Confiance qui est exporté en Italie et sert à la constitution de la carbonaria italienne. 
En 1806, Fouché, qui protège les anciens babouvistes, obtient pour lui le droit de s'installer à Genève. Avec l’aide du frère de Marat, Buonarroti reprend alors une activité révolutionnaire clandestine. Franc-maçon, membre de la loge maçonnique genevoise Les Amis sincères, en 1808, il participe à la fondation de la loge Les Sublimes Maîtres Parfaits, dans laquelle il réunit sa garde rapprochée de révolutionnaires. En 1812, il participe à la conspiration du général Malet. Son rôle dans des sociétés secrètes lui vaut d'être expulsé de la ville une première fois, entre 1813 et 1814.

### Restauration
C'est à Genève qu'il fait la connaissance du jeune Alexandre Andryane, qu'il intègre à sa société secrète et qui sera arrêté à Milan en possession de documents que Buonarroti destinait aux carbonari italiens. Expulsé une nouvelle fois de Genève en 1823, Buonarroti s'installe à Bruxelles, où il renoue avec d'anciens conventionnels, comme Vadier ou Barère. À Paris après 1830, il fonde plusieurs loges maçonniques, devient un membre actif de la Charbonnerie et écrit de nombreux textes. Il publie notamment en 1828 à Bruxelles, une Histoire de la Conspiration pour l'égalité, dite de Babeuf qui le rend célèbre et le fait apparaître comme l'ancêtre des révolutionnaires « professionnels » de l'Europe.
L'un des principaux instigateurs des mouvements révolutionnaires des années 1830, il intervient à la Société des Droits de l'Homme. Il joue également un grand rôle dans la formation politique de Raspail, de Louis Blanc ou d'Auguste Blanqui. Arrêté une dernière fois à 72 ans, en octobre 1833, il meurt dans la misère, aveugle, en 1837.

## Publications

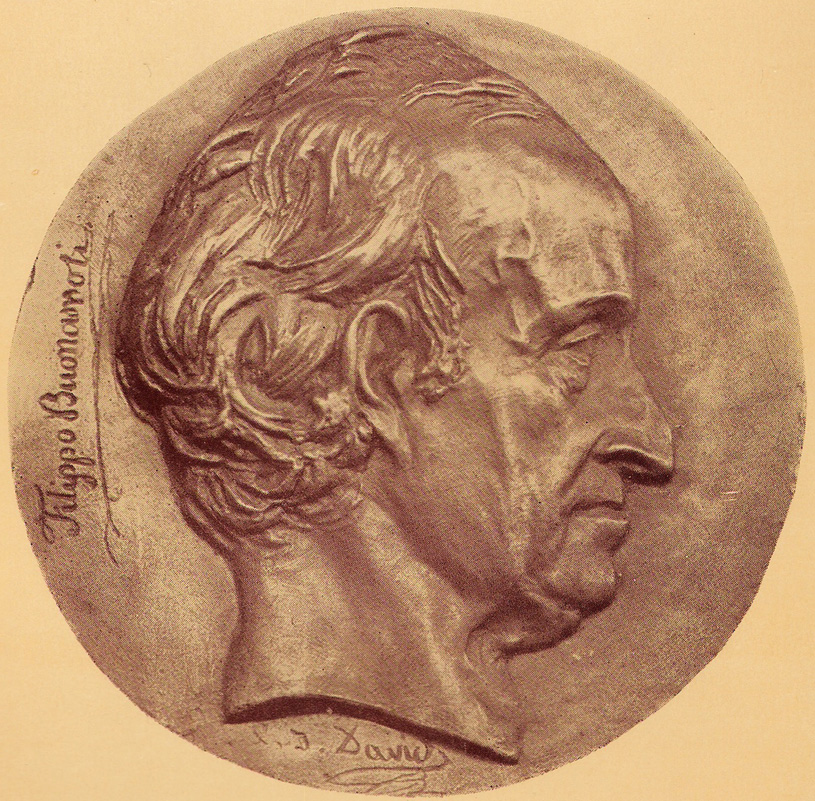
Philippe Buonarroti,
médaille gravée par David d'Angers.

- Giornale Patriottico di Corsica, du 3 avril 1790 jusqu'au 11 juin 1790, dans Bulletin de la Société des sciences historiques et naturelles de la Corse, 1919, p. 7-145 [lire en ligne]
- Giornale Patriottico di Corsica, 11 juin 1790 jusqu'au 27 novembre 1790, dans Bulletin de la Société des sciences historiques et naturelles de la Corse, 1921, p. 96-268 (lire en ligne)
- Histoire des sociétés secrètes de l'armée (1815)
- Conspiration des égaux (1828)
- Histoire de la Conspiration pour l'Égalité dite de Babeuf (1828) [lire en ligne]
- Observations sur Maximilien Robespierre  (préf. Charles Vellay), Chalon-sur-Saone, 1912 (lire en ligne)
- La Conjuration de Corse, édition établie et présentée par Jacques Crozier. Éditions Centofani, Bastia, 1997. (Compte rendu de Jean-Marc Schiappa in Annales historiques de la Révolution française, no 321, juillet-septembre 2000.)